# Позаофісне зберігання документів
Позаофісне зберігання документів (від англ. Offsite Records Storage) — галузь діяльності зі зберігання та обслуговування документів організації професійною архівною компанією. Для позаофісного зберігання передаються документи (бухгалтерські, кадрові, медичні, нотаріальні та інші), строки зберігання яких не закінчились. Поряд з паперовими документами, зберіганню підлягають аудіовізуальні та електронні документи на відповідних носіях інформації (магнітна стрічка, оптичний диск, флеш-пам'ять, жорсткий диск тощо).

## Загальна інформація
Позаофісне зберігання документів є одним із методів зберігання корпоративної документації, що використовує принципи аутсорсингу. Такий спосіб зберігання має на увазі створення територіально розподіленої системи управління документацією за межами офісу, коли функції обслуговування архіву виконує не власний підрозділ організації, а стороння професійна архівна установа. Такий вид діяльності обумовлений зокрема оптимізацією витрат на утримання і обслуговування власного архіву, вивільненням офісної площі, зменшенням непрофільного навантаження та забезпеченням інформаційної та економічної безпеки підприємства.

## Історія
Про необхідність створення програми зберігання інформації стали замислюватися в 1800-х роках у Америці. Це було обумовлено тим, що федеральний уряд відчував нестачу складських приміщень для зберігання документів. У 1889 році Конгрес США прийняв перший закон про знищення загальних записів. Згодом були розроблені концепції графіку утилізації та Центру обліку.
Методики комплектування архівів та зберігання документів розроблялись і у Франції, Німеччині, Великій Британії. Зокрема, ідеї організації приймання документів на зберігання, розроблені заступником керівника британського Управління державних документів на початку XX ст. сером Чарльзом Гіларі Дженкінсоном (Charles Hilary Jenkinson, 1882–1961), використовувались у Національному архіві США.
Позаофісне зберігання документів як окремий вид діяльності виник в США наприкінці 1940-х років, багато в чому як наслідок реалізації програм «Нового курсу» (New Deal) президента Франкліна Рузвельта, розростання державного апарату, а також збільшення економічної активності.

#### 1950-60 рр. Інновації Еммета Ліхі. Перші центри зберігання документів
Бізнес-спільнота Сполучених Штатів зрозуміла, що облік документів є дорогою і мало регламентованою функцією і в 1948 році були зроблені спільні з владою кроки по створенню Національної Ради з управління документацією (NRMC). Очолив цю структуру науковець Еммет Джозеф Ліхі (Emmett Joseph Leahy, 1910-1964), який тривалий час розробляв стандарти зберігання документів, будував процес управління документами, готував законодавчу базу. Ще будучи співробітником Національного архіву США (1935-1941), він впроваджував ідеї створення спеціалізованих центрів зберігання документів та концепцію «щільного зберігання», що дозволило значною мірою скоротити площі для зберігання архівних матеріалів.
Паралельно Ліхі створює власну компанію із надання консультацій з управління документацією «Leahy and Co.» та архів «Leahy Archives, Inc.» для зберігання документів комерційних фірм. 
У 1967 році на честь Еммета Ліхі заснована премія «Emmett Leahy Award», яка щорічно відзначає піонерів у сфері управління документами та інформацією.
У ранній період розвитку галузі зберіганням документів почали успішно займатися компанії, які займалися перевезенням та зберіганням. Вони виявилися в ідеальній ситуації: наявність складів, логістики, а також налагоджені ділові зв’язки з комерційними організаціями давали їм шанс на швидке зростання. 
Американський уряд швидко підхопив ідею позаофісного зберігання документів і до 1955 року створив 9 федеральних центрів зберігання документації (Federal Records Center, FRC), які обслуговували органи влади.

#### 1970 рр. Впровадження комп’ютерних технологій. Створення баз даних
Поява комп’ютерних систем обробки тексту значною мірою вплинуло на об’єми створюваних документів, і багато компаній вперше зіткнулись з тим, що їх дорогі офісні площі буквально «з’їдаються» зростаючими обсягами документів.
Діяльність центрів зберігання вже не зводилася до одного лише складування і повернення документів за запитом. Вони змогли застосувати у своїй практиці нові комп'ютерні технології для того, щоб створити бази даних для внутрішнього користування і для клієнтів.
Створюються величезні бази даних для індексування, підтримки перехресних посилань і відстежування місцеположення, а також переміщення справ. Між центрами зберігання і їх клієнтами стали складатися нові відносини, орієнтовані на використання нових технологічних можливостей.
Одночасно розвивається і ускладнюється законодавчо-нормативна база. У законну силу вступали положення, що змушували організації на виконання вимог законодавства та в інтересах аудиту зберігати велику кількість різноманітних документів.

#### 1980 рр. Швидке зростання. Створення професійної асоціації
У 1980-х роках спостерігається «вибухове» зростання галузі позаофісного зберігання документів. Чинниками, які призводять до збільшення об’ємів, стають поява персональних комп’ютерів і принтерів, а також посилення законодавства щодо документації, яка підлягає зберіганню.
Протягом цього десятиліття позаофісне зберігання перетворилося в галузь національного масштабу. У 1980 році створюється Асоціація комерційних центрів зберігання (Association of Commercial Records Centers, ACRC), в якій були представлені компанії з США і Канади.
Крім того, на ринку з’явилася технологія штрихового кодування, яка стала широко використовуватися для більш ефективного відстеження об'єктів. А технологія запису на оптичні диски дозволила створювати електронні архіви і поклала початок епохи «безпаперового офісу».

#### 1990 рр. Аутсорсинг. PRISM. Електронні сховища
Економічний бум в Сполучених Штатах мав відображення і на розвиток позаофісного зберігання. Склалася ситуація, коли документів утворювалося все більше і більше, приймалися нові закони і акти, які збільшували строки їх зберігання, а темпи знищення документів значно відставали. З’являється тенденція аутсорсингу, і компанії, які раніше не користувалися позаофісним зберіганням, стали зберігати свої неактивні документи і керувати ними в центрах зберігання.
Ще однією тенденцією стає консолідація, кульмінацією якої стає злиття компаній Iron Mountain и Pierce-Leahy, в результаті якого утворилась компанія з вартістю 1,1 млрд. доларів, яка мала 115 тис. клієнтів.
Об’єднуються Асоціація комерційних центрів зберігання (ACRC) та Національна асоціація захищених сховищ даних (NASDV), в результаті виникає PRISM (Професійне управління документацією та інформаційними послугами) — міжнародна асоціація, що об’єднує постачальників послуг в сфері зберігання, адміністрування, знищення документів та інформації з більш ніж 60 країн світу.
З’являються такі послуги, як зберігання документів та інформації у особливо захищених сховищах, створення електронних сховищ, забезпечення безперервної ділової активності та відновлення після катастроф. Для відстеження руху документів починають використовувати RFID-мітки (радіочастотна ідентифікація).

#### 2000-20 рр. Технології. Україна. Тенденції і перспективи
Триває тенденція залучення в галузь новітніх технологій. Використання GPS дозволяє відстежувати переміщення документації в режимі реального часу, а інтернет-технології і використання хмарних обчислень виводять документообіг на якісно новий рівень. Все частіше організації довіряють постачальнику послуг не тільки зберігання паперових документів, але і їх первинну обробку (сканування, долучення до баз даних). Компанії пропонують комплексне обслуговування, яке охоплює як паперові, так і електронні документи клієнта, при цьому діапазон послуг постійно збільшується.
Починаючи з 2000 року, з приходом на ринок міжнародних компаній, галузь позаофісного зберігання документів почала активно розвиватись в країнах пострадянського простору, зокрема в Україні. Першопрохідцем ринку Східної Європи стає «OSG Records Management». Пізніше регіональні підрозділи відкривають американська компанія «Iron Mountain» та лідер європейського ринку зберігання документів компанія «Reisswolf».
Беручи до уваги невпинне зростання об’ємів електронних документів і стабільні об’єми щорічних новостворених паперових документів, посилення законодавчо-нормативних вимог, збільшення кількості комерційних і державних компаній, які використовують аутсорсинг, можна впевнено стверджувати, що у галузі позаофісного зберігання документів є перспективи для стабільного розвитку.

## Методи організації позаофісного зберігання документів
Установа, яка забезпечує послуги позаофісного зберігання документів надає в користування замовнику професійно обладнане приміщення, яке має відповідати міжнародним галузевим стандартам та оснащене засобами безпеки та пожежогасіння. Доступ до приміщення обмежений.

#### Зберігання паперових документів
Паперові документи зберігаються у спеціальних архівних коробах, які зазвичай виготовлені з міцного гофрокартону. Вони є ідентичними та знеособленими і маркуються без можливості стороннім особам ідентифікувати приналежність до конкретного клієнта. Короби розміщуються на архівних стелажах.

#### Обробка паперових документів
Спектр послуг з обробки документів досить широкий і може включати: систематизацію документів і справ всередині архіву організації, проведення експертизи цінності, науково-технічну обробку, формування та оформлення справ тривалого зберігання, проведення перевірок наявності та стану документів, послуги позаштатного архіваріуса, передачу документів в державний архів. З метою оперативного доступу до документації, установи надають послуги з оцифровування та створення електронного архіву організації.

#### Зберігання електронних документів
Сучасний документообіг все більше стає електронним і зберігання такого роду документації, а також даних резервного копіювання, — невід’ємною частиною діяльності підприємства. При передачі на зберігання кожен носій інформації маркується. Зберігання відбувається у спеціальних сховищах з кліматичним контролем, забезпечується захист від розмагнічування та впливу ультрафіолетового випромінювання. Забезпечуються заходи безпеки, такі як фізична охорона сховища, відеоспостереження, пропускна система.

#### Знищення документів
Знищенню підлягають документи, які не внесені до Національного архівного фонду, які не мають культурної цінності та втратили практичне значення для компанії, а термін зберігання цих документів закінчився.
Перед власне утілізацією проводять експертизу цінності документів, оформлення акту про вилучення, складання опису документів, що підлягають знищенню. Знищення паперових документів проводиться на спеціальному пристрої — подрібнювачі паперу, тип якого залежить від характеристик секретності документів.
Фізичне знищення носіїв електронної документації проводять кількома способами: розплавлення (вплив високої температури або кислотної середи), розмагнічування (використання сильного магнітного поля), дроблення (застосування спеціальних механізмів точкового удару), шредування (перетворення носіїв в металеву крихту на спеціалізованому обладнанні).

## Законодавче регулювання
Послуги позаофісного зберігання документів на території України регулюються Законами України та іншими нормативними актами, що обумовлюють діяльність у сфері архівного зберігання, документообігу та бухгалтерського обліку, персональних даних, захисту інформації, електронних довірчих послуг, а також інших суміжних сферах.
- Закон України «Про Національний архівний фонд та архівні установи» (№ 3814-XII від 24 грудня 1993 р.)[12]
- Закон України «Про бухгалтерський облік та фінансову звітність в Україні» (№ 996-XIV від 16 липня 1999 р.)[13]
- Закон України «Про захист персональних даних» (№ 2297-VI від 1 червня 2010 р.)[14]
- Закон України «Про електронні довірчі послуги» (№ 2155-VIII від 5 жовтня 2017 р.)[15]
- Закон України «Про електронні документи та електронний документообіг» (№851-IV від 22 травня 2003 р.)[16]
- Постанова Кабінету Міністрів України «Про проведення експертизи цінності документів» (№ 1004 від 8 серпня 2007 р.)[17]
- Наказ Міністерства юстиції України «Про затвердження Переліку типових документів, що створюються під час діяльності державних органів та органів місцевого самоврядування, інших установ, підприємств та організацій, із зазначенням строків зберігання документів» (№ 578/5 від 12 квітня 2012 р.)[18]
- Наказ Міністерства юстиції України «Про затвердження Правил організації діловодства та архівного зберігання документів у державних органах, органах місцевого самоврядування, на підприємствах, в установах і організаціях» (№ 1000/5 від 18 червня 2015 р.)[19]